# Mezinárodní letiště Šardžá
Mezinárodní letiště Šardžá (arabsky مطار الشارقة الدولي) je vojensko-veřejné letiště na okraji města Šardžá v Spojených arabských emirátech. Letiště je základnou arabské nízkonákladové společnosti Air Arabia založené v roce 2003. Letiště se nachází jihovýchodně od města ve čtvrtích Saif Zone, Al Juraina 1 a Al Gharaien. Vyjma nízkonákladových společností slouží i nákladní dopravě.